# 4567 Бечвар
4567 Бечвар (4567 Bečvář) — астероїд головного поясу, відкритий 17 вересня 1982 року.
Тіссеранів параметр щодо Юпітера — 3,358.